# الفيالق الحرة للمرتفعات

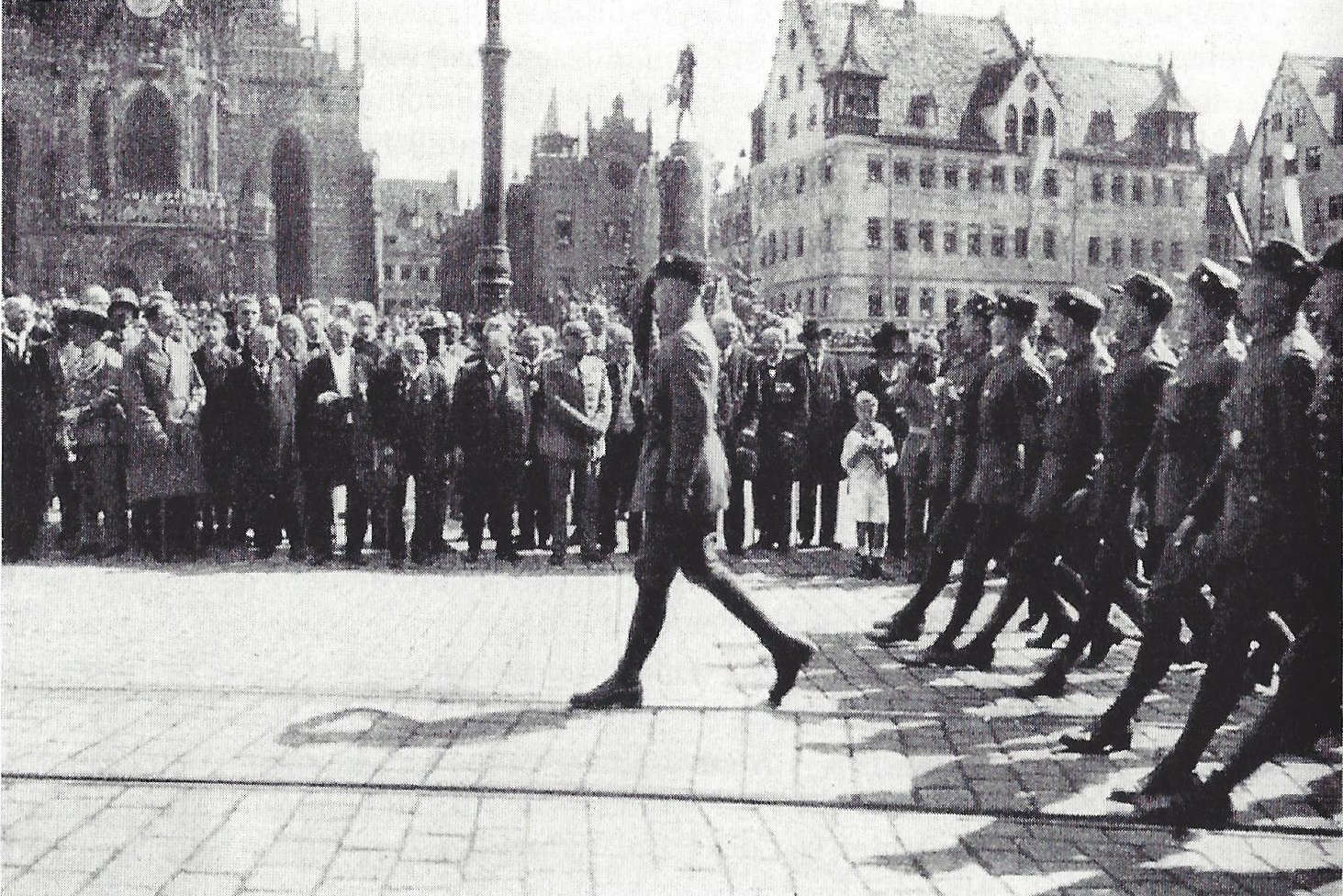
Bund Oberland (نورمبرج 1923)

الفيالق الحرة  للمرتفعات (أيضًا Bund Oberland أو Kameradschaft Freikorps und Bund Oberland ) فيلقًا حرًا في السنوات الأولى من جمهورية فايمار، قاتل ضد المتمردين الشيوعيين والبولنديين. كان ناجحًا في معركة أنابرج عام 1921 وأصبح جوهر كتيبة العاصفة (SA) في بافاريا بينما تحول العديد من أعضائه لاحقًا ضد النازيين.
تأسس هذا الفيلق في أبريل 1919 من قبل رودولف فون سيبوتندورف، رئيس جمعية ثول. طار مجلس الوزراء يوهانس هوفمان (SPD) من جمهورية بافاريا السوفياتية إلى بامبرغ . ألقت السيطرة العسكرية القبض على الرائد ألبرت ريتر فون بيك (1870-1958). جاء معظم المتطوعين من بافاريا، وبالتالي تم اختيار رمز إديلويس.
في مايو 1919 قاتلت الفيالق الحرة ضد جمهورية بافاريا السوفيتية.

## إنقلاب قاعة البيرة
في 8 نوفمبر 1923، قام البوند بتفعيل العديد من الأعضاء وشارك بنشاط في انقلاب بير هول. أخذ أعضاء البوند، بقيادة لودفيج أويستريتشر، الشعب اليهودي كرهائن.

## إعادة تأسيس 1925
بعد انتهاء الحظر، أعيد تأسيس البوند في فبراير 1925. كانت بالفعل 1930 الاختلافات، لأن الجزء النمساوي القوي صوت دولة النمسا الاتحادية إرنست روديجر ستارهيمبيرغ للزعيم.